# Ames-Dean Carriage Company
Ames-Dean Carriage Company war ein US-amerikanischer Hersteller von Karosserien und Automobilen.

## Unternehmensgeschichte
Das Unternehmen hatte seinen Sitz in Jackson in Michigan. Ursprünglich stellte es Karosserien her. Zwei Jahre lang entstanden auch Automobile. Drei Quellen geben den Zeitraum übereinstimmend mit 1909 bis 1910 an. Eine andere Quelle meint, es sei von 1914 bis 1915 gewesen. Der Markenname lautete Ames-Dean. Es ist unklar, ob tatsächlich die volle Anzahl von 200 angekündigten Fahrzeugen gefertigt wurden.

## Fahrzeuge
Das einzige Modell war ein Highwheeler. Mit seinen großen Rädern und der großen Bodenfreiheit war das Fahrzeug geeignet für die damaligen schlechten Straßen.